# Carolina Granados Mendoza
Carolina Granados Mendoza (28 de noviembre de 1984) es una taxónoma, bióloga, profesora y botánica mexicana.
Desarrolla actividades académicas en el Instituto de Biología (UNAM), Ciudad de México.

## Carrera
En 2005, obtuvo la licenciatura en biología, por la UNAM, Facultad de Ciencias, Universidad Nacional Autónoma de México, con la defensa de la tesis Estudio taxonómico del género Tillandsia L. (Bromeliaceae) en la Sierra de Juárez (Oaxaca, México), con su asesor M. en C. Jaime Jiménez Ramírez.

## Algunas publicaciones
- yannick De Smet, carolina Granados Mendoza, stefan Wanke, paul Goetghebeur, marie-stéphanie Samain. 2015. Molecular phylogenetics and new (infra)generic classification to alleviate polyphyly in tribe Hydrangeeae (Cornales: Hydrangeaceae). Taxon 64 (4): 741 – 753.

- carolina Granados Mendoza, julia Naumann, marie-stéphanie Samain, paul Goetghebeur, yannick De Smet, stefan Wanke. 2015. A genome-scale mining strategy for recoveringnovel rapidly-evolving nuclear single-copy genesfor addressing shallow-scale phylogenetics in Hydrangea. Evolutionary Biology 15: 132 - 145. DOI 10.1186/s12862-015-0416-z

- ---------------------------------, s. Isnard, t. Charles-Dominique, j. Van den Bulcke, n.p. Rowe, j. Van Acker, p. Goetghebeur, m.s. Samain. 2014. Bouldering: An alternative strategy to long-vertical climbing in root-climbing hortensias. J. Roy. Soc. Interface 11: 20140611. http://dx.doi.org/10.1098/rsif.2014.0611

- ---------------------------------, s. Wanke, k. Salomo, p. Goetghebeur, m.s. Samain. 2013. Application of the phylogenetic informative-ness method to chloroplast markers: A test case of closely related species in tribe Hydrangeeae (Hydrangeaceae). Molec. Phylogen. Evol. 66: 233 – 242. http://dx.doi.org/10.1016/j.ympev.2012.09.029

- ---------------------------------, ----------, p. Goetghebeur, m.s. Samain. 2013. Facilitating wide hybridization in Hydrangeas L. cultivars: Aphylogenetic and marker‐assisted breeding approach. Molecular Breeding 32: 233 –239

- ---------------------------------. 2007. Taxonomic study of the genus Tillandsia L.(Bromeliaceae) in the Sierra de Juarez, Oaxaca, Mexico. J. of the Bromeliad Soc. 57: 6 – 11.

### Libros
- . 1993.

## Honores

### Membresías
- Sociedad Botánica de México.
- International Association for Plant Taxonomy (IAPT).
- American Society of Plant Taxonomists (ASPT).

- La abreviatura «Granados» se emplea para indicar a Carolina Granados Mendoza como autoridad en la descripción y clasificación científica de los vegetales.[7]